# Carretera de Nebraska 7
La Carretera de Nebraska 7 (en inglés: Nebraska Highway 7) y abreviada NE 7, con una longitud de 84,34 millas (135,7 km), es una carretera estatal de sentido sur-norte ubicada en el estado estadounidense de Nebraska. La Carretera de Nebraska 7 se inicia en su extremo sur en la  Carretera de Nebraska 91 en Brewster y en el norte en la U.S. Route 183 cerca de Springview.

## Cruces
Los principales cruces de la Carretera de Nebraska 7 son las siguientes:
| Condado   | Ubicación  | Millas | Cruces                               | Notas                         |
| --------- | ---------- | ------ | ------------------------------------ | ----------------------------- |
| Blaine    | Brewster   | 0.00   | NE 91                                | Terminal sur                  |
| Brown     | Ainsworth  | 43.60  | US 20 Oeste                          | Extremo sur de US 20          |
| Brown     | Long Pine  | 49.07  | US 183 Norte                         | Extremo sur de US 183         |
| Brown     | Long Pine  | 51.91  | S 9A Sur                             |                               |
| Rock      | Bassett    | 60.69  | US 20 Este US 183 Sur (Clark Street) | Extremo norte de US 20/US 183 |
| Keya Paha | Springview | 84.34  | US 183                               | Terminal norte                |